# دونگه تلامینو
دونگه تلامینو (به صربی: Donje Tlamino) یک منطقهٔ مسکونی در صربستان است که در بوسیلگراد واقع شده‌است. دونگه تلامینو ۲۱۱ نفر جمعیت دارد.